# Амут (озеро, Хабаровский край)
А́мут — высокогорное обвальное озеро расположенное в Солнечном районе Хабаровского края, в 7 км от посёлка Горный, и примерно в 60 км от города Комсомольск-на-Амуре на хребте Мяо-Чан. Является памятником природы краевого значения (утв. Постановлением главы администрации Хабаровского края от 20.01.1997 № 7), на его территории запрещается любая хозяйственная и иная деятельность, влекущая нарушение целостности природного объекта и окружающего его природного комплекса.
В 2017 году озеро Амут вошло в Топ-5 самых красивых озер России по версии телеканала Discovery Channel Russia.

## Характеристики
Образовалось более 300 лет назад в результате обвала, перегородившего русло реки Амут (левого притока реки Левая Силинка). Высота над уровнем моря — около 740 м. Наибольшая глубина — 14 м. Общая площадь озера — 58,5 тыс. кв метров. Размеры — 450 на 130 м.
Считается малоизученным: ученые Института водных и экологических проблем ДВО РАН впервые исследовали Амут только в августе 2020 года. В ходе экспедиции удалось определить механизм образования озера, провести батиметрическую съемку и подготовить первую полноценную карту глубин его акватории.
В начале июня озеро ещё покрыто льдом, на берегах лежит снег. Это один из самых чистых водоемов в мире: по прозрачности не уступает озеру Байкал. Из-за быстрого водообмена озеро Амут крайне медленно прогревается (до 17-18 градусов Цельсия).
Озеро окружено болотно-водной растительностью, в долине встречаются ивовые леса.

## Галерея

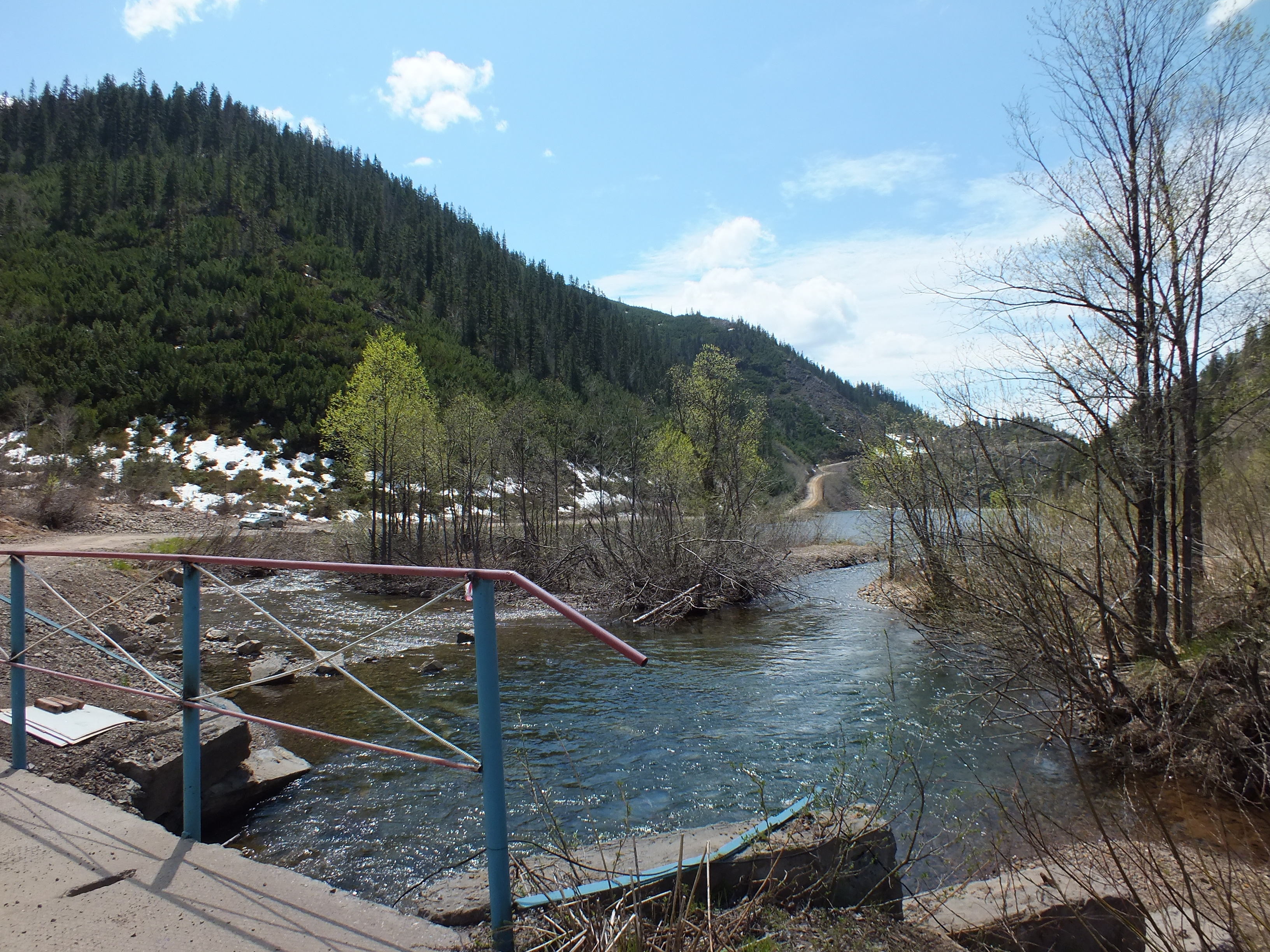
Река Амут впадает в озеро.
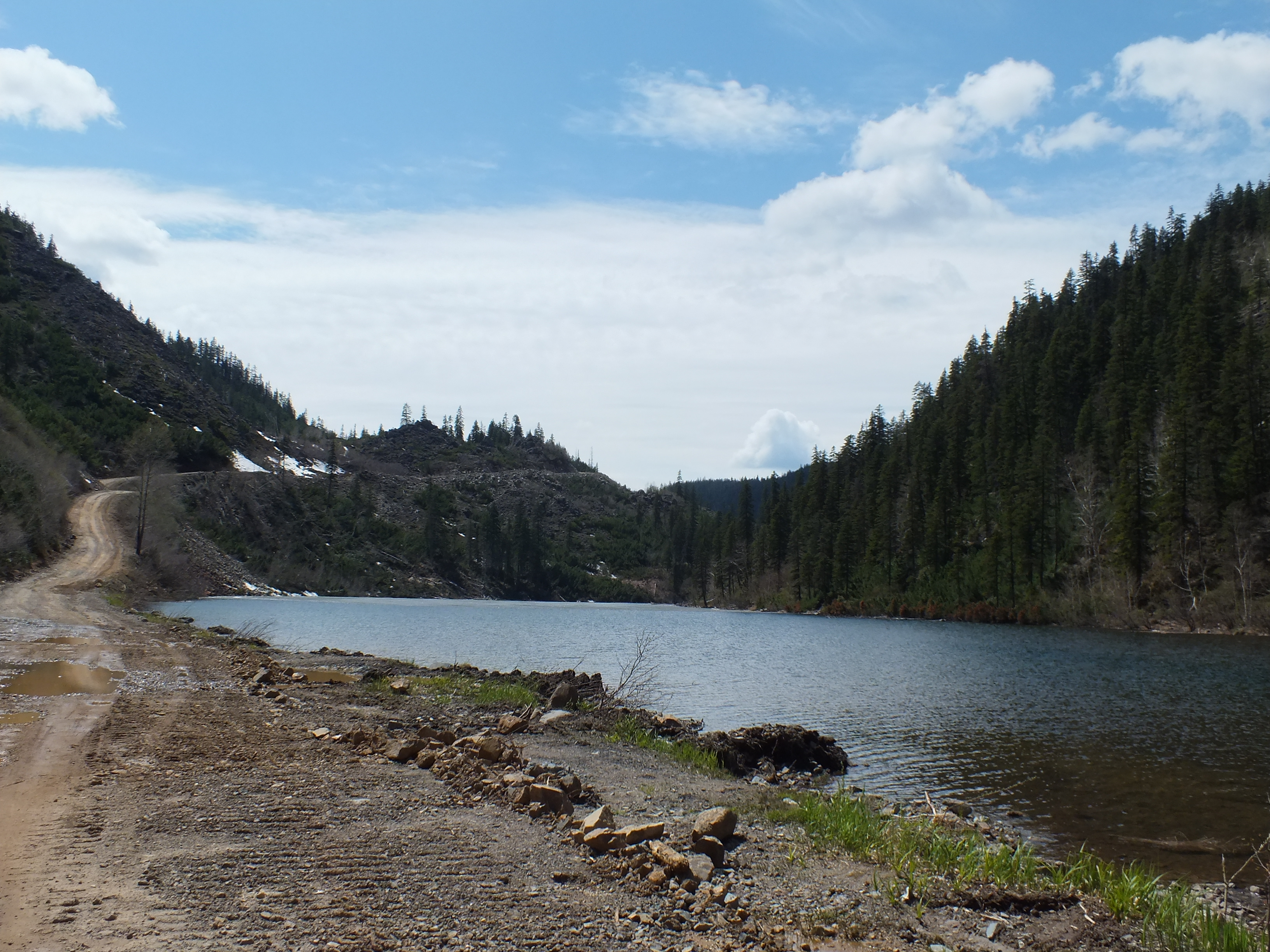
Дорога из посёлка Горный.
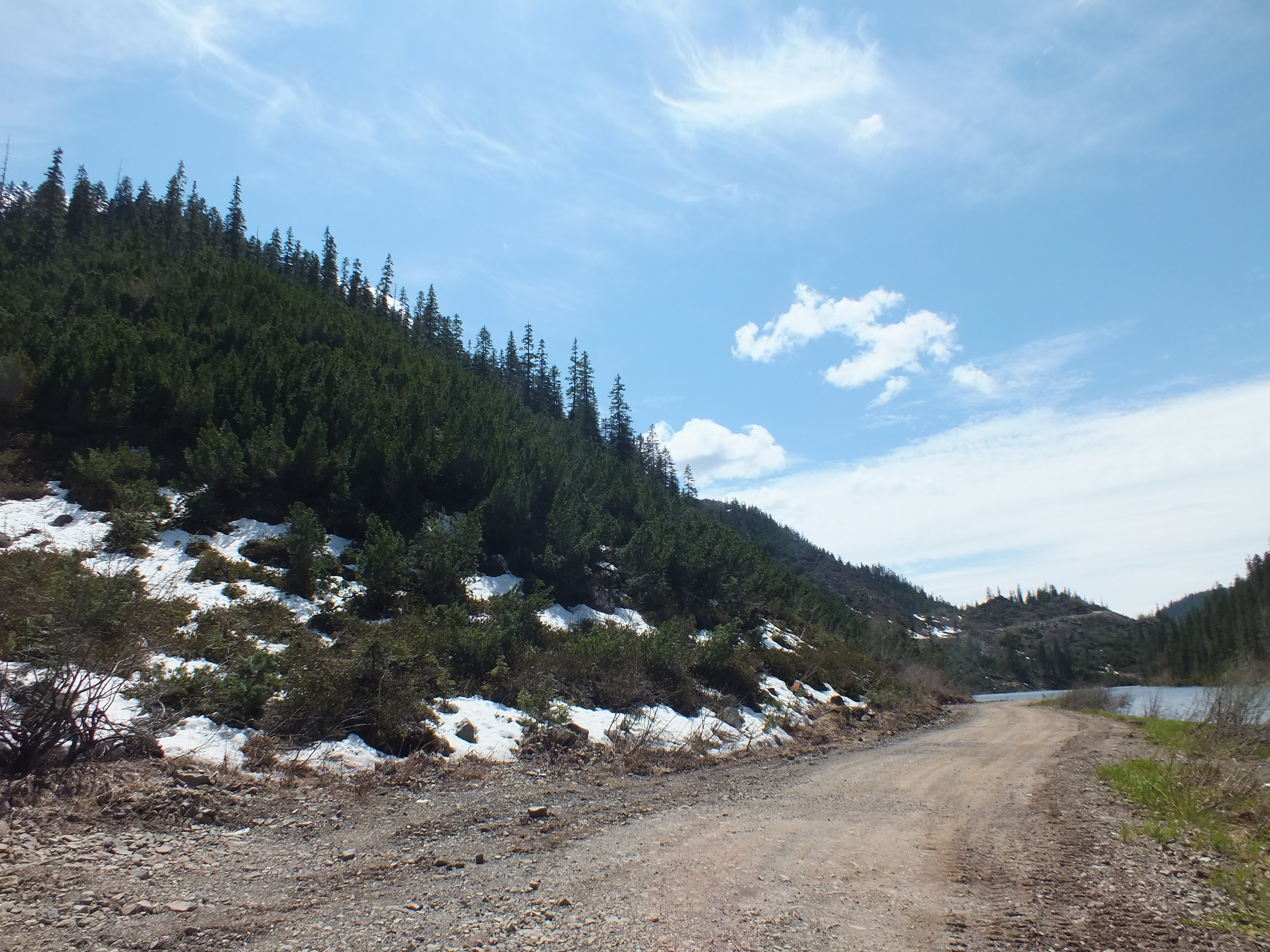
Начало июня, на берегах озера ещё лежит снег. На склонах сопок растёт кедровый стланик.
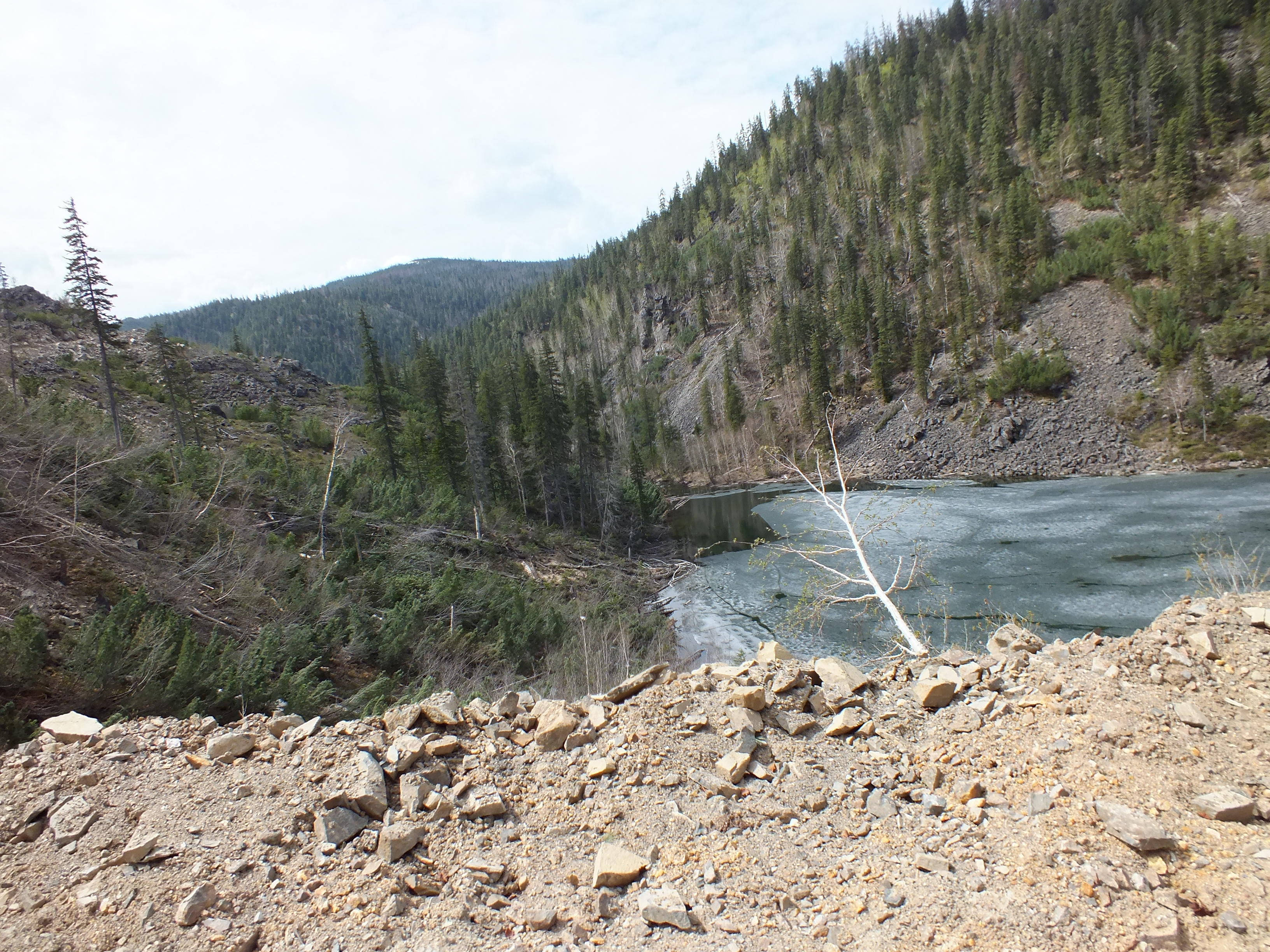
Исток реки Амут из озера.
- Озеро Амут, видеофайл.